# 碘化鍶
碘化鍶（SrI2），由鍶和碘元素構成的鹽，離子化合物，可溶於水，易潮解，在製藥中可用於替代碘化鉀。

## 反應
碘化鍶可由碳酸鍶和碘化氫反應制備，相關反應方程式如下：
SrCO3  +   2HI  →  SrI2  +  H2O + CO2
當暴露於空氣中時，碘化鍶會發黃。純淨的碘化鍶更柔軟和有韌性，而剛暴露時其表面出現粉紅色或桃色。可用於導電和導熱，建築物料，和各種合金的造成部分。在高溫下（有空氣），碘化鍶完全分解，生成氧化鍶和自由的碘。